# Richard Hopkins (1641-1708)
Richard Hopkins (c. 1641 – 1er février 1708) est un homme politique anglais qui siège à la Chambre des communes à diverses périodes entre 1670 et 1701. Il est un opposant actif du roi Jacques II et un promoteur de la Glorieuse Révolution.

## Biographie
Il est le fils de sir Richard Hopkins, stewart et député de Coventry, et de sa femme Sarah Button, fille de John Button, de Buckland, dans le Hampshire, et petite-fille de William Jesson (en), également député de Coventry .
Il est élu député de Coventry au Parlement cavalier lors d'une élection partielle en 1670 et siège jusqu'en 1685. Il s'oppose activement au roi et exhorte la foule à Coventry à accueillir avec enthousiasme le duc de Monmouth en 1682 . Il ne peut pas prendre part à la bataille de Sedgemoor  mais aurait été qualifié de soutien. Coventry est forcée de renoncer à sa charte en 1683 et un certain nombre d'officiels et de membres du conseil sont démis de leurs fonctions à cause de la désaffection apparente de la ville. Hopkins est remplacé comme député en 1685. Lorsque le roi Jacques II se rend à Coventry en septembre 1687, il reste chez Hopkins et veut lui accorder des faveurs, sans toutefois obtenir son soutien. Lorsque Guillaume d'Orange débarque en Angleterre à la fin de 1688, la fille du roi James, Anne, s'évade de Londres et se réfugie dans les Midlands où elle reste quelques jours avec Hopkins jusqu'à l'annonce de la fuite de Jacques II.
Il est réélu député de Coventry en 1690 et siège jusqu'en 1695. Il est réélu député de Coventry en 1698 et siège jusqu'en 1701.
Il est mort à l'âge de 67 ans et est enterré dans la cathédrale Saint-Michel de Coventry . Il épouse Mary Johnson, fille d'Alderman Johnson. Leur fils Edward est également député de Coventry .